# Porcupine Plain
Porcupine Plain is een plaats (town) in de Canadese provincie Saskatchewan en telt 820 inwoners (2001).